# Clot de la Comella
El Clot de la Comella, o de Setcomelles, com apareix en els mapes, és un indret del terme municipal de Conca de Dalt, a l'antic terme de Toralla i Serradell, al Pallars Jussà, en territori dels pobles de Serradell i Erinyà.
Està situat al vessant sud-oriental del serrat de Camporan, al sud de la Capcera, al capdamunt de la vall del barranc de la Torre.
És un topònim que apareix en el Nomenclàtor oficial, però no en els mapes.